# Klosterschule

Ein Benediktiner im Stiftsgymnasium Melk, um 1890

Klosterschulen (lateinisch Scholae monasticae, claustrales) waren mit Klöstern verbundene Bildungseinrichtungen, in denen Ordensleute und weltliche Lehrer Unterricht erteilten.

## Geschichte

### Mittelalter

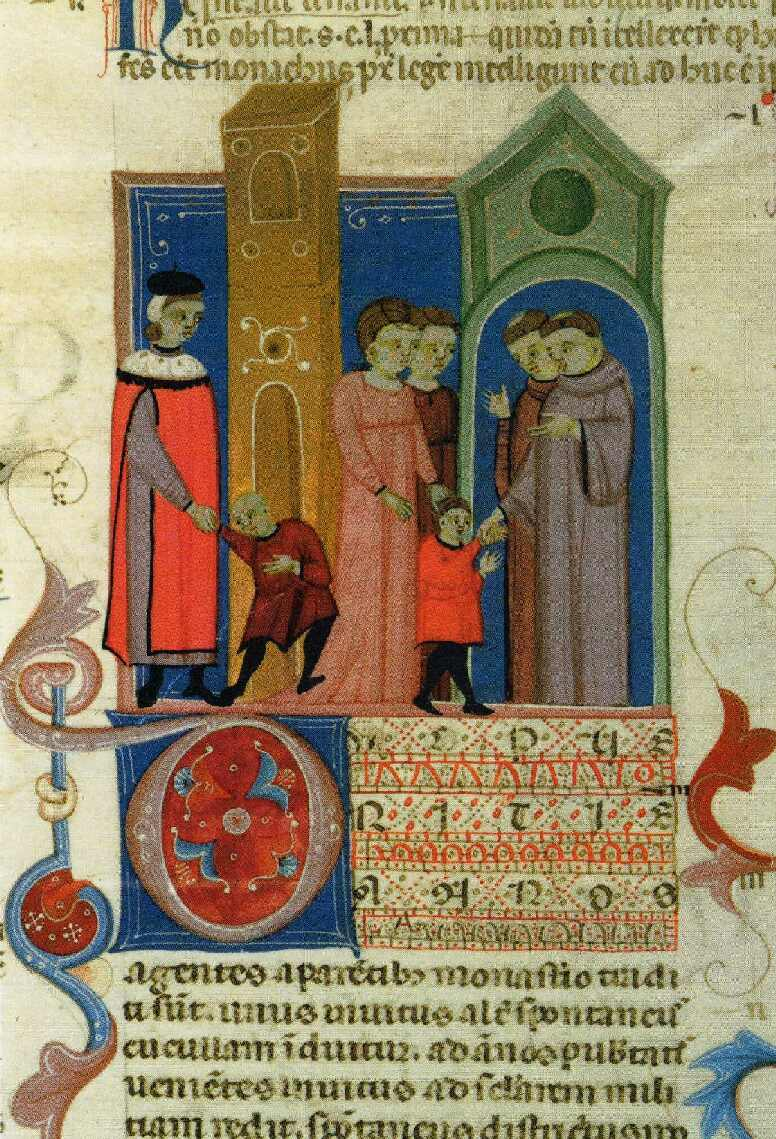
Knaben auf dem Weg in die Klosterschule. Bologneser Handschrift des Decretum Gratiani, kirchenrechtliche Fragen der Oblation illustrierend (14. Jahrhundert)

Bei ihrer Entstehung im 6. Jahrhundert hatten Klosterschulen zunächst nur die Ausbildung von Ordensgeistlichen zum Ziel, wurden aber bald auch für Laien erweitert. Als die ältesten, dauerhaft bestehenden Schulen in Europa gelten die ehemaligen Kathedralschulen in den englischen Bischofsstädten Canterbury (597), Rochester (604) und York (627), die an Klöstern gegründet wurden. Zwischen 800 und 1050 gewannen unter anderem die Klosterschulen von Fulda, Reichenau, St. Gallen, Chartres und Tours Bedeutung für die allgemeine, aber etwa auch die medizinische Bildung.

#### Benediktiner und weitere Orden
Die ersten Klosterschulen im Abendland werden der Legende nach auf Benedikt von Nursia, den Ordensgründer der Benediktiner (†  547), und seinen Zeitgenossen Cassiodorus zurückgeführt. Im Frankenreich war eine der ersten Schulen in der Abtei Saint-Pierre (Bèze), wo die Schola Monastica ab 655 bestand, doch in der Krise des 8. Jahrhunderts wurde dieses Kloster für Jahrzehnte geschlossen. Wesentlichen Aufschwung nahmen die Klosterschulen unter Karl dem Großen, namentlich durch Benedikt von Aniane. Seit dieser Zeit teilten die Klosterschulen ihre Schüler in exteriores,  die Laien bleiben wollten, z. B. adlige Zöglinge, die in der Verwaltung etwas leisten sollten, und interiores ein, also für eintretende Novizen, Oblaten (pueri oblati). Eine Rolle spielte immer auch die Ausbildung des Chors in der schola cantorum, denn Gesang gehörte nach Hrabanus Maurus zum kontemplativen Leben. Der Nachfolger Ludwig der Fromme bemühte sich vergeblich, die Priester nach der Regel des Chrodegang von Metz an einem Ort zwangsweise zum gemeinsamen Leben zu vereinen, damit sie am Gottesdienst teilnahmen und ihr Bibelstudium absolvierten. So häufig die Bischofssynoden die Verbesserung der Schulen einforderten, so schlecht stand es vermutlich damit in Wirklichkeit. Mitkaiser Lothar sah sich 824 durch den weitgehenden Bildungsverlust in Italien gezwungen, acht Schulstandorte in den Hauptorten zu organisieren: Turin, Pavia, Cremona u. a.
Die Benediktiner pflegten ihren Unterricht zuerst vorwiegend in Irland sowie Britannien und verbreiteten ihn von dort aus während der iroschottischen Missionsreisen über Europa, in Gallien, Spanien und durch Willibrord und Bonifatius auch in den östlichen Regionen des Fränkischen Reiches. Schreibschulen wurden zu einem wesentlichen Faktor für die kulturelle Blüte eines Klosters, so etwa im 9. Jahrhundert im Kloster St. Gallen. Dort existierten zwei Schulen für das Lesen und Schreiben, eine innere für angehende Mönche und eine äußere weltliche Schüler. Der Novize musste die Professurkunde mit dem Inhalt der Gelübde eigenhändig schreiben oder, wenn er das nicht konnte, einen anderen darum bitten. Der Bildungsstand im Kloster war unterschiedlich; den Urkunden zufolge konnte bei der Profess wahrscheinlich ein Teil der Mönche noch gar nicht schreiben und unterzeichnete deshalb mit einem Kreuz, wie es außerhalb der Klöster damals die Regel war. Abseits der Klöster und Bischofssitze gab es wohl lokale Schreibschulen, an denen Geistliche unterrichteten. Hierzu liegen allerdings kaum Quellen vor.
Seit dem 12. Jahrhundert traten die Zisterzienser sowie die Bettelorden der Dominikaner, Franziskaner und Karmeliten hinzu, die auch außerhalb der Klöster lehrten. Stets waren in diesen Schulen Geistliche die Lehrer. Später kamen die Prämonstratenser und die von Gerhard Groote gestifteten „Brüder vom gemeinsamen Leben“ hinzu.

#### Mädchenbildung in Frauenklöstern
Auch Mädchen lernten in den Klöstern die Anfänge und konnten zu höheren Studien gelangen. Viele Frauenklöster betrieben Erziehung für die Töchter des Adels, von denen nicht wenige als Nonnen ein humanistisches Gelehrtenniveau erreichten, wie Hroswitha von Gandersheim oder Hildegard von Bingen. Ein weiteres Beispiel ist Heloisa, die Nichte des Kanonikers Fulbert von Paris. Sie begann im Kloster Notre-Dame (Argenteuil) und durfte wegen ihrer Begabung an die höhere Pariser Schule. Später wurde sie Äbtissin und bildete selbst im Parakletenkloster aus.

#### Klosterschulen im deutschsprachigen Raum
Klosterschulen blieben im deutschsprachigen Raum lange Zeit die einzigen gelehrten Bildungsanstalten. Die ältesten Klosterschulen, die ihren Höhepunkt in ottonischer und salischer Zeit bzw. unter Karl dem Großen erreichten, sind die 724 gegründete Reichenau, St. Gallen (Mitte des 8. Jahrhunderts), Niederaltaich (731 bzw. 741), Fulda (748), Prüm (752),  Hersfeld (769), Kremsmünster (777), Corvey (815), Melk a.d. Donau (985), St. Florian (1071), Admont (1074) sowie Hirsau (1091), das Schottenstift (1155) in Wien.

#### Dom- und Pfarrschulen als Konkurrenz
Seit der karolingischen Zeit entstanden Dom- oder Kathedralschulen der Bischofsstädte, zu denen immer ein Kloster gehörte. Entscheidenden Auftrieb gab ihnen die Admonitio generalis (789), mit der Karl der Große eine Gründung überall vorschrieb, um die Christianisierung voranzutreiben. In den wachsenden Städten kamen weitere Pfarreischulen hinzu (Pfarrschulen unter dem jeweiligen Pfarrer, auch Küsterschulen unter Assistenz des Küsters).
Auf dem Land waren die Priester nach einer Verordnung Theodulfs von Orléans, eines wichtigen Beraters Karls des Großen, verpflichtet, Schulen zu halten, in denen sie Lese- und Schreibunterricht anboten. Solch eine Schule ist um 820 im unterrätischen Gerichtsort Rankweil durch die Nennung eines Lehrers (magister) Andreas und zweier Schüler Valerius und Vigilius bezeugt.
Die höhere Bildung ging ab dem 13. Jahrhundert an die in Italien, England und Frankreich neu entstehenden Universitäten über. Eine bedeutende Schule im Übergang war z. B. in Paris Saint-Victor mit Wilhelm von Champeaux.

#### Unterricht
Der Elementarunterricht umfasste Lesen, Kirchengesang, Rechnen und Latein für den Gottesdienst (Paternoster, Credo). Das reichte auch für den einfachen Weltklerus. Der höhere Unterricht in den Klosterschulen richtete sich nach Paulus Diaconus, dessen Empfehlungen auch immer Zeit zum Spielen vorsahen. Der Lehrstoff umfasste als theologischen Lehrkursus
das Bibelstudium, die kirchlichen Ordnungen und Regeln sowie als antikes Erbe die sieben freien Künste, das Trivium (Grammatik, Rhetorik und Dialektik) und das Quadrivium (Musik, Arithmetik, Geometrie und Astronomie). Durch den Klosterplan von St. Gallen sind wir über die Methoden, die Hilfsmittel wie Lexika, Wörterbücher und die Prüfungen informiert.

### Frühe Neuzeit
In der katholischen Kirche verdrängten in der frühen Neuzeit oft die neu konzipierten Jesuitenkollegien die älteren Lehranstalten der Benediktiner, während die neueren der Barnabiten und Piaristen im Hintergrund blieben. Die Schulen der Bettelorden bestanden weiter. Die Aufhebung des Jesuitenordens beendete dies im späten 18. Jahrhundert.

#### Theologische Hauslehranstalt
Die klostereigenen Theologischen Hauslehranstalten in Österreich und der Schweiz fokussierten ihre Ausbildung auf den theologischen Bereich, weil sie bereits auf in den Klosterschulen vorgebildete Knaben zurückgreifen konnten.

#### Klosterschulen für Mädchen
In der Frühen Neuzeit wurden weitere neue Kongregationen zur Mädchenerziehung gegründet, etwa die Ursulinen, die Katharinerinnen und die Englischen Fräulein. Die Klosterschulen für Mädchen wurden in katholischen Ländern besonders von höheren Ständen genutzt. Im 20. Jahrhundert haben sich diese Schulen sozial geöffnet, doch leiden alle Frauenorden im deutschsprachigen Raum, die in der Erziehung tätig sind, im 21. Jahrhundert an mangelndem Nachwuchs. Daher sind viele Einrichtungen etwa der Ursulinen zu bischöflichen Schulen geworden oder werden durch neu gegründete Stiftungen unterhalten.

#### Evangelische Klosterschulen
In einigen Ländern, die sich der Reformation anschlossen, wurden die Einkünfte mehrerer Klöster und Domstifter zur Stiftung von Gelehrtenschulen verwendet, welche immer noch die Namen Klosterschulen, Domschulen oder Fürstenschulen führen. Auch wurden ganze Klöster in Schulen umgewandelt. So entstanden beispielsweise in Sachsen die Schulen in Schulpforta, Meißen und Merseburg (später nach Grimma verlegt); in Thüringen die Schule in Roßleben; Ilfeld gehörte bis 1866 als Exklave zu Hannover. In Württemberg wurden nach der Reformation durch die 1556 erlassene Klosterordnung die vierzehn verbliebenen Mönchsklöster mit einer Ausnahme ebenfalls in Klosterschulen umgewandelt. Von diesen Klosterschulen existieren heute einzig noch die Evangelischen Seminare Maulbronn und Blaubeuren.

## Sexueller Missbrauch in Klosterschulen
Bereits in der Zeit des Nationalsozialismus wurde sexueller Missbrauch in Klosterschulen zum Gegenstand öffentlicher Angriffe gegen diese Erziehungsform. Bestehende Missstände wurden gezielt ausgenutzt, um den Kirchenkampf gegen die katholische Kirche zu begründen und katholische Schulen zu schließen. Als sexueller Missbrauch von Abhängigen in den 1930er und 1940er Jahren sind beispielsweise die Übergriffe des Internatsleiters der Regensburger Domspatzen, Friedrich Zeitler, zu nennen. Der Priester Zeitler gestand 1959 in einem Strafprozess wegen „Unzucht mit Abhängigen“, dass er einen Zögling bereits 1941 im Domspatzen-Internat sexuell missbraucht hatte.
Die Debatte um den sexuellen Missbrauch in katholischen Klosterschulen erhielt neue Beispiele durch Fälle z. B. im Benediktinergymnasium Ettal oder in den jesuitischen Gymnasien Canisius-Kolleg Berlin und Aloisiuskolleg Bad Godesberg um 2010.